# Nakam

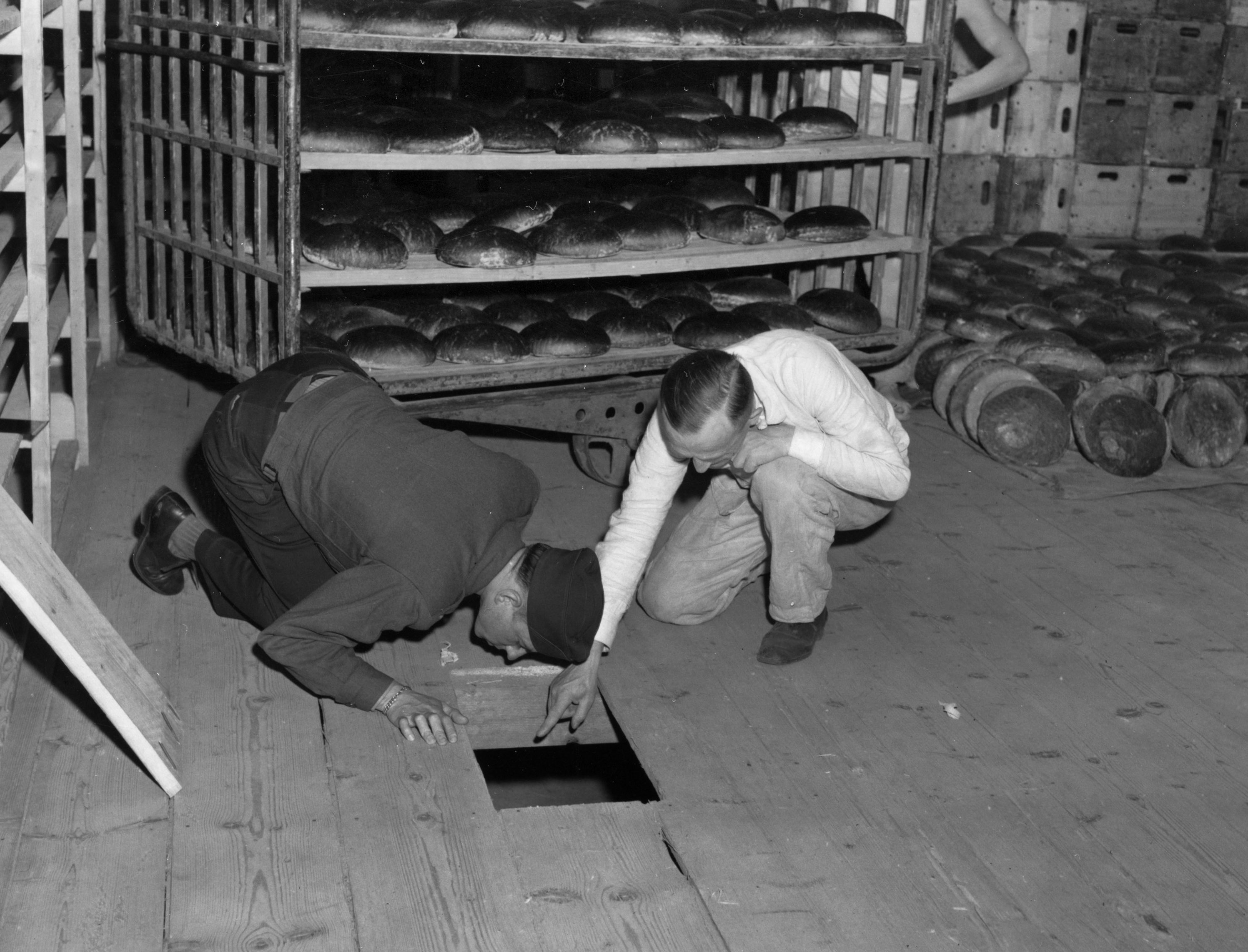
Un tenente degli Stati Uniti (a sinistra) e un detective tedesco ispezionano la Konsum-Genossenschaftsbäckerei (Consumer Cooperative Bakery) a Norimberga dopo il tentativo di avvelenamento

Nakam ( in ebraico נקם‎?, "Vendetta") era un gruppo costituito da una cinquantina di sopravvissuti all'Olocausto che, nel 1945, pianificarono e tentarono di uccidere civili tedeschi ed ex-nazisti come forma di vendetta per lo sterminio di sei milioni di ebrei durante l'Olocausto. Guidato da Abba Kovner, il gruppo mirava all'eliminazione indiscriminata di sei milioni di tedeschi ispirandosi allo slogan "una nazione per una nazione". Kovner si recò personalmente nella Palestina mandataria per assicurarsi grandi quantità di veleno con cui il gruppo contava di contaminare le condutture idriche per uccidere un gran numero di tedeschi, veleno che secondo i piani sarebbe stato in seguito infiltrato nel sistema idrico di Norimberga. Tuttavia, Kovner fu arrestato dai britannici al suo ritorno in Europa e dovette sbarazzarsi del veleno.
A seguito di questo fallimento, il resto del gruppo concentrò le proprie energie sul "Piano B", il cui obbiettivo erano i prigionieri di guerra tedeschi temporaneamente sotto la custodia delle Forze Armate statunitensi. Riuscirono a ottenere l'arsenico localmente, penetrare di nascosto nelle panetterie che rifornivano i campi di prigionia in cui i tedeschi erano detenuti e avvelenare 3.000 pagnotte di pane custodite nel Konsum-Genossenschaftsbäckerei di Norimberga, intossicando così più di 2.000 prigionieri di guerra tedeschi detenuti nel campo di internamento di Langwasser. La riuscita dell'operazione è controversa; in ogni caso non si hanno notizie di decessi incontrovertibilmente attribuibili al gruppo. Sebbene Nakam sia considerata da alcuni un'organizzazione terroristica, i pubblici ministeri tedeschi hanno archiviato un caso contro due dei suoi membri a causa delle "circostanze insolite" (l'enorme indignazione suscitata dalla recente presa di coscienza delle reali dimensioni e modalità del massacro perpetrato dai tedeschi) in cui le azioni ebbero luogo.

## Contesto
Durante l'Olocausto, la Germania nazista, i suoi alleati e collaboratori uccisero circa sei milioni di ebrei, con una varietà di metodi, comprese esecuzioni di massa e gasazioni. Al termine del conflitto molti sopravvissuti, avendo perso durante la guerra le loro intere famiglie e comunità di riferimento, manifestarono grandi difficoltà di reinserimento nella vita civile. Il desiderio di vendetta, sia contro i criminali di guerra nazisti che contro l'intero popolo tedesco, era molto diffuso. Dalla fine del 1942, quando la notizia dell'Olocausto arrivò nella Palestina mandataria, i mezzi di informazione ebraici cominciarono largamente ad auspicare una punizione. Uno dei leader della rivolta del ghetto di Varsavia, Yitzhak Zuckerman, in seguito affermò di "non conoscere un ebreo che non fosse ossessionato dalla vendetta". Tuttavia furono pochissimi i sopravvissuti che attuarono concretamente propositi vendicativi, la maggior parte dei quali concentrandosi invece sulla ricostruzione delle loro vite e comunità e commemorando coloro che erano morti. In tutto, la storica israeliana Dina Porat stima che non più di 200 o 250 sopravvissuti all'Olocausto abbiano tentato di vendicarsi violentemente, e molti di questi erano all'interno del gruppo Nakam. Si stima che compresi gli omicidi compiuti dal Mossad, queste operazioni abbiano causato la morte di 1.000 o 1.500 persone.

## Formazione
Nel 1945 Abba Kovner, dopo aver visitato il luogo del massacro di Ponary e il campo di sterminio di Majdanek, e aver incontrato i sopravvissuti di Auschwitz in Romania, manifestò apertamente il proposito di vendicarsi. Reclutò circa cinquanta sopravvissuti all'Olocausto, per lo più ex partigiani ebrei, inclusi alcuni che erano fuggiti in Unione Sovietica. Scelti in base alla capacità di vivere sotto copertura e sopportare la pressione [8], la maggior parte aveva poco più di vent'anni e proveniva da Vilnius, Rovno, Częstochowa o Cracovia. Generalmente conosciuta come Nakam ("Vendetta"), l'organizzazione usava il nome ebraico דין ( Din, "giudizio"), anche un acronimo di דם ישראל נוטר (Dam Yisrael Noter, "La vendetta del sangue di Israele").
I membri del gruppo condividevano il timore che la sconfitta della Germania nazista non mettesse al riparo il popolo ebraico da un nuovo genocidio. Kovner credeva che una vendetta proporzionale, attuabile uccidendo sei milioni di tedeschi, fosse l'unico modo per insegnare ai nemici degli ebrei che non potevano agire impunemente: "L'atto dovrà essere scioccante. I tedeschi dovranno sapere che dopo Auschwitz non ci può essere un ritorno alla normalità." Secondo i sopravvissuti, l'eloquenza "ipnotica" di Kovner dava parole alle emozioni che molti di loro stavano provando. I membri del gruppo credevano che le leggi del tempo non avrebbero permesso di punire "adeguatamente" un evento così estremo come l'Olocausto e che la completa bancarotta morale del mondo potesse essere curata solo con una violenza retributiva catastrofica. Porat ipotizza che Nakam fosse "una tappa necessaria" affinché i sopravvissuti amareggiati fossero finalmente pronti "a tornare a una vita di società e di leggi".
I leader del gruppo concepirono due piani: il Piano A, per uccidere un gran numero di tedeschi, e il Piano B, per avvelenare diverse migliaia ex SS detenuti in qualità di prifgionieri di guerra nei campi dislocati in Europa ma gestiti da personale militare degli Stati Uniti. Dalla Romania il gruppo di Kovner si spostò in Italia, dove Kovner ricevette un'accoglienza calorosa dai soldati della Brigata Ebraica che spingevano affinché li aiutasse a sovrintendere la pianificazione di Aliyah Bet (un piano di immigrazione illegale nella Palestina mandataria). Kovner rifiutò perché era già pronto ad attuare il suo obbiettivo personale. Nakam sviluppò una rete di celle sotterranee e iniziò immediatamente a raccogliere fondi, infiltrarsi nelle infrastrutture tedesche e assicurarsi crescenti quantità di veleno. Il gruppo beneficiò anche di una grande fornitura di valuta britannica, falsificata dalla Germania in tempo di guerra, da un emissario di Hashomer Hatzair. In aggiunta, costrinse speculatori a contribuire alla propria causa e riuscì ad ottenere del denaro dai sostenitori della Brigata Ebraica.

## Piano A
Joseph Harmatz, fingendosi uno sfollato polacco di nome Maim Mendele, tentò di infiltrarsi nella rete idrica comunale di Norimberga; la scelta ricadde sulla città perché era stata la roccaforte del partito nazista. Harmatz aveva difficoltà a trovare stanze da affittare per i cospiratori a causa della carenza di alloggi causata dalla distruzione della maggior parte della città dai bombardamenti alleati. Ricorse dunque alla corruzione, e dietro il pagamento di una tangente riuscì a collocare Willek Schwerzreich (Wilek Shinar), un ingegnere di Cracovia che parlava correntemente il tedesco, in una posizione di rilievo presso la compagnia idrica municipale. [15] Schwarzreich ottenne facilmente la planimetria del sistema idrico e il controllo della valvola principale dell'acqua, e tracciò il punto in cui introdurre il veleno in modo da uccidere il maggior numero possibile di tedeschi. A Parigi, Pasha Reichman era a capo di una cellula del gruppo, che includeva Vitka Kempner, la futura moglie di Kovner ed ex compagna nel sottosuolo del ghetto di Vilna. Secondo quanto riferito, Reichman ebbe un incontro con David Ben-Gurion durante il viaggio di quest'ultimo in un campo di DP in Germania, ma quest'ultimo non si mostrò interessato, preferendo lavorare per l'indipendenza israeliana piuttosto che cercare vendetta per l'Olocausto.
Toccò a Kovner il compito di ottenere il veleno dai leader dell'Yishuv, la leadership ebraica nella Palestina mandataria. Nel luglio 1945, Kovner lasciò la Brigata Ebraica per Milano, travestendosi da soldato della Brigata Ebraica in licenza, e il mese successivo si imbarcò su una nave per la Palestina. Reichman ne prese il posto di leader in Europa durante il periodo della sua assenza. [18] Dopo aver raggiunto la Palestina, Kovner venne trattenuto per tre giorni in un appartamento dal Mossad LeAliyah Bet dove fu interrogato personalmente dal capo del Mossad Shaul Meirov. Kovner avviò un negoziato con i capi dell'Haganah Moshe Sneh e Israel Galilee nella speranza di convincerli a cedergli il veleno per un'operazione di vendetta di ridotte dimensioni, in cambio avrebbe garantito la totale estraneità dello Yishuv all'intera operazione.
A settembre, Kovner informò il quartier generale di Nakam in Europa che non aveva avuto alcun successo nel reperire il veleno, e quindi avrebbero dovuto reclutare Yitzhak Ratner, un chimico ed ex ribelle del Ghetto di Vilna, e concentrarsi sul Piano B. Kovner fu infine presentato a Ephraim e Aharon Katzir, chimici dell'Università ebraica di Gerusalemme, tramite uno dei loro studenti che era un membro dell'Haganah. I fratelli Katzir erano in sintonia con il piano di vendetta di Kovner e convinsero il capo del deposito chimico dell'Università Ebraica a fornire loro del veleno. Decenni dopo il fatto, Kovner affermò di aver presentato il Piano B a Chaim Weizmann, allora presidente dell'Organizzazione Sionista Mondiale, che lo aveva indirizzato ai fratelli Katzir. Tuttavia, secondo il suo biografo, se Kovner incontrò Weizmann fu nel febbraio o marzo 1946, poiché Weizmann si trovava fuori dal Paese prima di allora.
Dopo diversi contrattempi, Kovner si recò ad Alessandria, in Egitto, nel dicembre 1945, portando documenti falsi che lo identificavano come un soldato della Brigata Ebraica di ritorno dalle ferie, e un borsone con una quantità d'oro nascosta in tubetti di dentifricio, e lattine piene di veleno. Poco dopo l'imbarco su una nave diretta a Tolone, in Francia, il nome di Kovner insieme ad altri tre fu chiamato dal sistema di diffusione sonora. Kovner, allarmato, chiese a un amico, Yitzik Rosenkranz, di portare il borsone a Kempner a Parigi, dopodiché gettò in mare metà del veleno. Subito dopo si consegnò e fu tratto in arresto dalla polizia britannica. I membri di Nakam in seguito hanno affermato che Kovner era stato tradito dall'Haganah, ma Porat scrive che è più probabile che sia stato arrestato come sospetto organizzatore di Aliyah Bet. Kovner, che non parlava inglese e non aveva frequentato l'addestramento della Brigata ebraica, non fu mai interrogato riguardo a Nakam; dopo due mesi di prigione in Egitto e Palestina, venne rilasciato. Il suo coinvolgimento in Nakam finì in quel momento.

## Piano B
Poiché Kovner non era riuscito a garantire la quantità di veleno necessaria, la cellula di Norimberga decise di passare definitivamente all'avvelenamento delle SS detenute durante i primi mesi del 1946. La maggior parte dei gruppi d'azione Nakam si sciolsero come ordinato e i loro membri si dispersero tra i campi di raccolta per gli sfollati, sotto la promessa dei leader che in futuro sarebbero stati ricontattati per tornare al Piano A. Le celle di Norimberga e Dachau rimasero invece attive in virtù dei grandi campi di prigionieri di guerra statunitensi presenti nelle vicinanze. Yitzhak Ratner fu reclutato nel gruppo per ottenere il veleno nelle vicinanze. Nell'ottobre 1945 aprì un laboratorio nella sede Nakam di Parigi, dove testò varie combinazioni per mettere a punto un veleno insapore e inodore, e che dilazionasse il più possibile gli effetti, per ritardare il più possibile, fra il personale del campo, l'associazione fra la comparsa dei sintomi e la causa. Alla fine Ratner formulò una miscela di arsenico, colla e altri additivi che potevano essere spalmati su pagnotte di pane senza sollevare sospetti; i test sui gatti confermarono la letalità della miscela. Infine, riuscì a ricavare altro arsenico da amici che lavoravano nell'industria conciaria, che veniva contrabbandata in Germania.

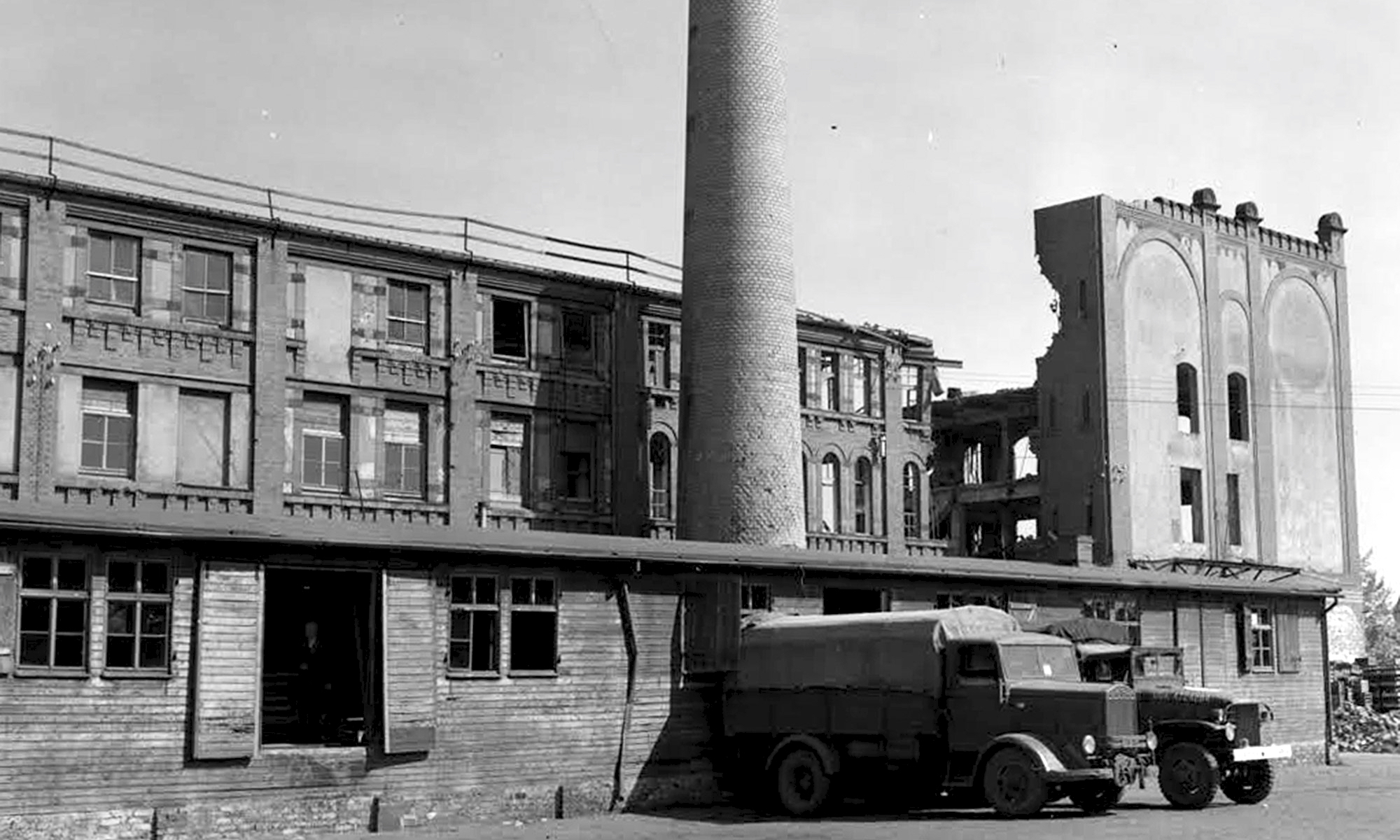
La Konsum-Genossenschaftsbäckerei (Consumatore Cooperativo Panetteria) a Norimberga

Nakam concentrò la sua azione sul campo di internamento di Langwasser vicino a Norimberga (ex Stalag XIII-D), dove un numero imprecisato fra i 12.000 e i 15.000 prigionieri, principalmente ex ufficiali delle SS o personalità di spicco del Partito Nazista, vi stazionavano sotto la custodia degli Stati Uniti. [30] Il primo passo consistette nel riuscire a far assumere dal personale del campo due membri di Nakam: uno come autista e il secondo come magazziniere. Il pane per Langwasser proveniva da un unico panificio di Norimberga, il Konsum-Genossenschaftsbäckerei. Leipke Distel, un sopravvissuto di diversi campi di concentramento nazisti, vi si presentò spacciandosi per uno sfollato polacco in attesa di un visto per lavorare presso la panetteria di uno zio in Canada. Si offrì al titolare come lavoratore gratuito riuscendo così a garantirsi l'accesso al magazzino del panificio, aiutandosi con "regali" come sigarette, alcol e cioccolato. Gli agenti di Nakam si incontravano ogni notte in una stanza in affitto a Fürth per confrontare le loro scoperte e idee, in particolare su come limitare il loro attacco ai soli prigionieri tedeschi senza avvelenare nessun americano. Quando Harmatz collocò alcuni degli operai in posizioni strategiche nel campo, questi scoprirono che la domenica il pane nero sarebbe stato mangiato solo dai prigionieri tedeschi perché alle guardie americane veniva fornito quel giorno un pane bianco appositamente confezionato. Decisero immediatamente che l'attacco avrebbe avuto luogo sabato sera.
Preparativi simili erano stati fatti anche in merito a un campo di prigionia vicino a Dachau e conseguentemente il panificio che lo riforniva; un tentativo organizzato dal veterano della rivolta del ghetto di Varsavia Simcha Rotem. Dopo aver fatto amicizia con i polacchi che lavoravano nella panetteria, Rotem fece ubriacare il loro capo, fece delle copie delle chiavi e rimise a posto il mazzo originale prima che questi tornasse in sé. Pochi giorni prima dell'attacco pianificato, però, Reichman ricevette una soffiata da un ufficiale dell'intelligence ebraica nell'esercito degli Stati Uniti secondo la quale due degli agenti erano ricercati dalla polizia. A questo punto, come da ordini, gli agenti di Dachau abbandonarono il tentativo di sabotaggio l'11 aprile 1946. Il timore di Reichman era che un complotto sventato avrebbe indotto gli Stati Uniti ad aumentare le proprie misure di sicurezza nei campi di prigionia, prevenendo un secondo attacco.
In quei giorni, sei membri di Nakam lavoravano alla Konsum-Genossenschaftsbäckerei di Norimberga. Sovvertendo le rigide misure di sicurezza volte a prevenire il furto di cibo, riuscirono a introdurre l'arsenico sul luogo di lavoro un po' alla volta giorno dopo giorno, nascondendolo sotto gli impermeabili e stoccandolo sotto le assi del pavimento. Poiché gli esperimenti avevano dimostrato che la miscela di arsenico non si diffondeva in modo uniforme, gli agenti decisero di spalmarla sul fondo di ogni pagnotta. Sabato 13 aprile, gli operai del panificio erano in sciopero, ostacolando gli agenti Nakam e impedendo a tre di loro di entrare nel panificio. Di conseguenza, Distel e i suoi due complici ebbero il tempo di avvelenare solo 3.000 pagnotte invece di 14.000 come inizialmente previsto. Dopo aver avvelenato il pane, fuggirono in Cecoslovacchia, aiutati da un sopravvissuto di Auschwitz di nome Yehuda Maimon, proseguendo infine attraverso l'Italia fino alla Francia meridionale.
Il 23 aprile 1946, il New York Times riferì che 2.283 prigionieri di guerra tedeschi si erano ammalati per avvelenamento, con 207 ricoverati in ospedale e gravemente intossicati. Tuttavia, l'operazione alla fine non causò decessi accertati. Secondo i documenti ottenuti in seguito a una richiesta formale la cui legittimità era garantita dal Freedom of Information Act, la quantità di arsenico trovato nel panificio era sufficiente per uccidere circa 60.000 persone. Non è noto il motivo per cui gli avvelenatori abbiano fallito, ma si sospetta che abbiano distribuito il veleno troppo sottilmente, oppure che i prigionieri si siano resi conto che il pane aveva uno strano sapore e ne limitarono il consumo.

## Conseguenze

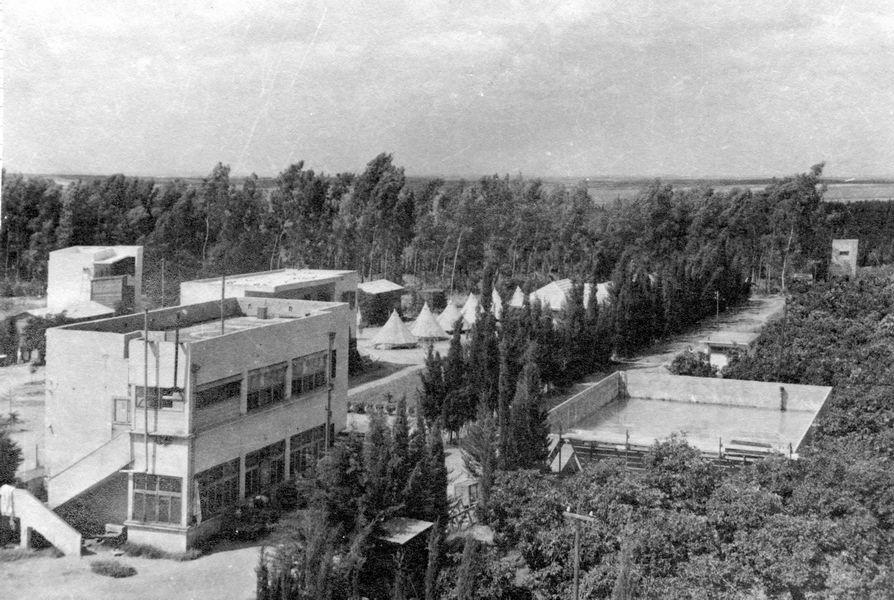
Kibbutz Ein HaHoresh nel 1940

Circa trenta ex agenti Nakam si imbarcarono sulla nave Biriya il 23 giugno 1946 e arrivarono in Palestina Mandataria alla fine di luglio, dopo una breve detenzione da parte delle autorità britanniche. Al loro arrivo ricevettero un caloroso benvenuto al kibbutz di Kovner, Ein HaHoresh, da membri di spicco dell'Haganah e del Partito laburista israeliano, e furono invitati a visitare il paese. Sebbene Kovner, e la maggior parte degli ex membri, considerassero che il tempo della vendetta fosse passato, un piccolo gruppo guidato da Bolek Ben-Ya'akov rientrò in Europa per continuare la "missione". [36] Altri nove agenti Nakam lasciarono Palestina Mandataria nella primavera del 1947 e tornarono in Europa l'anno successivo, favoriti dall'esponente del partito laburista Abba Hushi.
I gruppi separatisti affrontarono sfide crescenti, sia logistiche che finanziarie, e la fondazione della Repubblica Federale di Germania nel 1949 rese le operazioni sottotraccia ancora più difficili. Molti dei membri ripiegarono su una carriera criminale per mantenersi. Catturati, tentarono l'evasione dalle carceri tedesche con l'aiuto di ex membri della Resistenza francese. La maggior parte tornò quindi in Israele tra il 1950 e il 1952. Ben-Ya'akov disse in un'intervista che "non avrebbe potuto guardarsi allo specchio" se non avesse cercato di vendicarsi, e che si rammaricava profondamente di non esserci ancora riuscito. Dopo essere approdati in Israele, gli ex membri di Nakam si rifiutarono di parlare delle loro esperienze per diversi decenni, iniziando a discutere la questione solo negli anni '80.
Porat scrive che Kovner "si suicidò politicamente" partecipando a Nakam; descrive il suo fallimento come un "miracolo". Secondo gli esperti di terrorismo israeliano Ehud Sprinzak e Idith Zertal, la visione del mondo di Nakam era simile a quella dei gruppi o sette messianici a causa della intrinseca convinzione che il mondo fosse così malvagio da meritare una catastrofe su larga scala. A differenza della maggior parte delle organizzazioni terroristiche che commettono violenza per motivi politici o auspicando un futuro nuovo e migliore attraverso il terrore, Nakam voleva uccidere indiscriminatamente. Gli agenti Nakam provenivano da "comunità pesantemente brutalizzate" che, secondo Sprinzak e Zertal, talvolta prendono in considerazione l'ipotesi di una violenza catastrofica. [40] I membri del gruppo non hanno mai mostrato rimorso, dichiarando perlopiù che i tedeschi "se lo meritavano" e sottolineando l'eventualità di un encomio, più che di un perdono, per le loro azioni. Al Novembre 2019 quattro membri del gruppo sono ancora vivi.

### L'inchiesta del 2000
Nel 1999, Harmatz e Distel sono apparsi in un documentario e hanno rimesso in discussione il loro ruolo in Nakam. Distel ha sostenuto che le azioni di Nakam erano morali e che gli ebrei "avevano il diritto di vendicarsi contro i tedeschi". Come conseguenza, i pubblici ministeri tedeschi hanno aperto un'indagine contro di loro per tentato omicidio, ma hanno archiviato le indagini preliminari nel 2000 adducendo come causa le "circostanze insolite".

### Nella storiografia e nella cultura popolare
Uno dei primi resoconti giornalistici della azioni del gruppo Nakam si trova nel libro di Michael Bar-Zohar del 1969 The Avengers. La storia ha in seguito ricevuto un trattamento romanzato in Forged in Fire di Michael Elkins nel 1971. La storia di Nakam è entrata anche nella cultura popolare tedesca. Nel 2009 una band klezmer con sede in Germania, registrò una canzone chiamata "Six Million Germans (Nakam)". Inoltre, basandosi sui nastri che Kovner registrò sul letto di morte a proposito delle sue attività nel gruppo, Channel 4 ha prodotto un documentario televisivo per la sua serie di Storia segreta intitolata Holocaust - The Revenge Plot, che è stato trasmesso per la prima volta il 27 gennaio 2018 durante il Giorno della Memoria.
Dina Porat è la prima storica accademica ad aver studiato sistematicamente il gruppo, incontrando molti dei sopravvissuti e ottenendo l'accesso ai loro documenti privati. Lei ipotizza che il fallimento dell'attacco possa essere stato deliberato, poiché Kovner e altri leader a un certo punto iniziarono a sospettare che avrebbe potuto danneggiare gravemente l'immagine del popolo ebraico. E che Kovner lottò per riconciliare la personalità dei membri di Nakam con le azioni che tentarono di mettere in atto. Alla domanda su con che coraggio avrebbe potuto pianificare un attacco in cui molte persone innocenti sarebbero state uccise, un sopravvissuto ha spiegato che "Se tu fossi stato lì con me, alla fine della guerra, non parleresti in quel modo". Il suo libro del 2019 su Nakam è intitolato " A me la vendetta e la ricompensa " ( לי נקם ושילם‎ ), una frase dei Salmi, per esprimere la sua convinzione che la vendetta è meglio lasciarla a Dio.